# Arne Ekermann
Arne Ludvig Ekermann, född 19 augusti 1879 i Borgs socken Östergötland, död 25 oktober 1929 i Härnösand, var en svensk skådespelare, journalist och målare.
Ekermann var i unga år engagerad vid Knut Lindroths teatersällskap och vid Lilla teatern i Stockholm . Han lämnade scenen och anställdes som journalist vid Nya Dagligt Allehanda 1908-1919 och vid Dagens Tidning 1919-1921. Från 1921 var han chefredaktör vid Härnösandsposten. 
Ekermann studerade vid Tekniska skolan i Stockholm. Hans konst består av landskapsmålningar utförda i akvarell. Han ställde ut separat separat i Stockholm 1920 med landskapsakvareller från Skåne, Södermanland, Medelpad och Ångermanland.
En minnesutställning med hans konst visades i på Lilla utställningen i Stockholm 1930.

## Teater

### Roller
| År   | Roll                 | Produktion                                 | Regi | Teater                 |
| ---- | -------------------- | ------------------------------------------ | ---- | ---------------------- |
| 1906 | Löjtnant von Lauffen | Tapto (Zapfenstreich) Franz Adam Beyerlein |      | August Falcks sällskap |